# Mark Weinberg (domare)
Mark Samuel Weinberg, född 13 maj 1948 i Trelleborg i Skåne, är en australisk jurist och tidigare domare.

## Tidiga år
Weinberg föddes i Trelleborg i en ashkenazisk-judisk familj som överlevt Förintelsen. Han bodde i USA tills han var 10 år, och flyttade sedan till Melbourne, Australien. Han gick på Melbourne High School och tog senare kandidatexamen i juridik vid Monash University år 1970. Därefter tog han examen i juridik på avancerad nivå från University of Oxford och fick Vinerian-stipendiet för bäst betyg i klassen.

## Karriär
Från 1984 till 1985 var Weinberg dekanus för juridiska fakulteten vid University of Melbourne, efter att tidigare ha tjänstgjort som tillförordnad dekanus och vice dekanus.
1986 utsågs Weinberg till King's Counsel. Från 1988 till 1991 jobbade han som åklagarchef.
Från juli 1998 till juli 2008 dömde Weinberg i Australiens federala domstol. Han dömde vid Victorias högsta domstol från juli 2008 till maj 2018. 